# Turmhügel Schlossbuck im Hag
Der Turmhügel Schlossbuck im Hag ist der Rest einer unbekannten abgegangenen mittelalterlichen Höhenburg auf 463 m ü. NHN, die sich einst auf dem sogenannten Hag über dem Weihergraben erhob. Der Burgstall befindet sich 1100 Meter westsüdwestlich der Ortskirche der Gemeinde Pfofeld im Landkreis Weißenburg-Gunzenhausen in Bayern, Deutschland. Über diese kleine Burganlage ist bis heute nichts Näheres bekannt, sie war wohl der Sitz des Pfofelder Ortsadels. Heute ist von dem als Bodendenkmal geschützten Objekt nur noch der Turmhügel mit Wall und Graben erhalten.

## Geschichte
Bei dieser großen Turmhügelburg (Motte) handelt es sich vermutlich um den Sitz des Ortsadels von Pfofeld, er wurde mit einem „Dietericus de [= von] Pfavelt“ zwischen den Jahren 1180 und 1190 urkundlich erwähnt. Diese Ministerialenfamilie diente wohl den Grafen von Hirschberg, sie besaßen Güter im Ort Pfofeld, in Dornhausen sowie in Gundelshalm, und nutzen die Burg wohl zur Festigung ihrer Herrschaft.

## Beschreibung
Der zweiteilige Burgstall besteht aus einer Kernburg mit dem Turmhügel und einer westlich vorgelagerten Vorburg. Er liegt auf einem nach Westen zum Weihergraben abfallenden Hang der Waldabteilung „Hag“. Der Name Hag deutet schon auf eine Befestigung hin und bedeutet ein von einer Hecke eingehegtes bzw. eingefriedetes Gelände.
Die gesamte ovale Anlage ist etwa 130 Meter lang und 90 bis 100 Meter breit. Sie wird von einem Graben mit Außenwall mit zusammen drei bis fünf Metern Breite umzogen. Der Turmhügel besitzt einen Durchmesser von rund 40 Metern sowie eine Höhe von sechs bis sieben Metern.